# Околи, Лоуренс
Лоуренс Околи (англ. Lawrence Okolie; род. 16 декабря 1992, Хакни, Лондон, Англия) — британский боксёр-профессионал, выступавший в первой тяжёлой весовой категории, бриджервейте, тяжелом весе. Участник Олимпийских игр (2016) в любителях.
Среди профессионалов бывший чемпион мира по версии WBO (2021—2023), чемпион по версиям WBO International (2020—2021) и WBA Continental (2018—2021), чемпион Европы по версии EBU (2019—2020), чемпион Британского Содружества (2018, 2019) и чемпиона Британии (2018—2019) по версии BBBofC в 1-м тяжёлом весе. Бывший чемпион мира по версии WBC в бриджервейте (до 101,6 кг) (2024). Среди профессионалов действующий чемпион по версии WBC Silver (2024—н. в.) в тяжёлом весе
Лучшая позиция по рейтингу BoxRec — 1-я (май 2023) и является 3-м среди британских боксёров тяжёлой весовой категории, по рейтингам основных международных боксёрских организаций занимает: 1-ю строку рейтинга WBС, 15-ю строку рейтинга IBF, 4-ю строчку рейтинга WBO, — уверенно входя в ТОП-6 лучших тяжеловесов всего мира.

## Биография
Родился 16 декабря 1992 года в боро Хакни города Лондона, в Англии.

## Любительская карьера
Лоуренс Околи начал заниматься боксом в августе 2012 года, поначалу для того, чтобы согнать лишний вес, поскольку он весил 120 кг. Менее чем через четыре года Околи сумел пробиться на Олимпийские игры в Рио-де-Жанейро. Он дошёл до четвертьфинала в весовой категории до 91 кг, в котором уступил кубинскому боксёру Эрисланди Савону.

## Профессиональная карьера
18 января 2017 года Лоренс Околи перешёл в профессиональный бокс, подписав контракт с ведущей британской промоутерской компанией Matchroom Boxing. Нехватку любительского опыта боксёр, который провёл на любительском ринге всего 26 боёв, рассчитывал компенсировать высокой активностью на профи-ринге в первые годы своей карьеры. Его промоутер Эдди Хэрн пообещал организовать спортсмену 8 боёв в том же году, а Околи, в свою очередь, пообещал все их закончить нокаутом.
В первом профессиональном поединке Околи встретился с 33-летним Джеффри Кэйвом, имевшим в своём послужном списке 2 поражения и ни одной победы. Бой состоялся 25 марта 2017 года и продлился 20 секунд. После двух мощных ударов, которые Околи провёл в голову соперника, судья остановил встречу и вызвал медицинскую помощь.

### Бой с Ивом Энгабу
26 октября 2019 года победил техническим нокаутом в 7-м раунде не знавшего поражений бельгийца Ива Энгабу и завоевал титул чемпиона Европы по версии EBU (это была 3-я защита Энгабу) в 1-м тяжёлом весе.

### Чемпионский бой с Кшиштофом Гловацким
20 марта 2021 года состоялся бой между Кшиштофом Гловацки и Лоуренсом Околи за вакантный титул чемпиона мира по версии WBO в 1-м тяжёлом весе. Уже с первых секунд Околи принялся активно работать своим длинным джебом, не подпуская поляка на ближнюю дистанцию. Низко пригибаясь к земле, Гловацки изредка использовал левый оверхенд, который он наносил с широким шагом вперед. В четвертом раунде Лоуренс, ощутив себя увереннее, смог изрядно помять соперника, когда обрушил на Гловацки шквал атак, в результате которых у экс-чемпиона открылось рассечение над правым глазом. Поляку никак не удавалось нащупать ритм боя; застряв на невыгодной для себя дальней дистанции, он пропускал почти каждый удар, при этом не в состоянии хоть что-нибудь донести в ответ. Шестой раунд стал ключевым. Пробив очередную двойку, Околи удалось подловить Гловацки на защитном движении, пробив точно в челюсть. Поляк повалился спиной на канвас. Ему удалось подняться на ноги, однако рефери, оценив состояние экс-чемпиона, решил остановить поединок.

### Бой с Дэвидом Лайтом
25 марта 2023 года в Манчестере (Великобритания) единогласным решением судей (счет: 119—108, 117—110, 116—112) победил опытного небитого новозеландского боксёра Дэвида Лайта (20-0), и защитил титул чемпиона мира по версии WBO в 1-м тяжёлом весе.

### Бой с Крисом Билламом-Смитом
27 мая 2023 года в Борнмуте (Англия) неожиданно проиграл Крису Билламу-Смиту. Крису удалось отправить чемпиона в нокдаун в 4 раунде и записать на свой счет еще два спорных нокдауна в 10 и 11 раундах, а с Околи сняли очки за удержание соперника в 5 и 7 раундах. В итоге Биллам-Смит победил решением большинства судей: 116—107, 115—108, 112—112.

### Бой с Лукашем Ружаньским
24 мая 2024 года в Жешуве (Польша) победил нокаутом в 1-м раунде поляка Лукаша Ружаньского, став новым чемпионом мира по версии WBC в бриджервейте. Бой продлился неполный первый раунд где за минуту до конца Околи три раза посылал чемпиона в нокдаун ударами правой. После третьего нокдауна рефери остановил бой.

### Переход в супертяжелый вес
В начале октября оставил пояс WBC и перешел в супертяжелый вес, временный чемпион Кевин Ларена был повышен до полноценного чемпиона.

### Бой с Хуссейном Мухамедом
Для дебюта в третьей для себя категории набрал 27 килограмм. Бой состоялся на Уэмбли (Лондон) в вечере бокса Фрэнка Уоррена с которым так же подписал контракт. Для дебюта в новом весе был выбран немецкий тяжеловес Хуссейн Мухамед. Бой начался на встречных курсах, бойцы выбрали среднюю дистанцию и были заряжены на удар. За минуту до конца раунда Околи доносит правый прямой  который оказывается решающим. Хуссейн оказался в нокдауне, cмог встать, но выглядел потрясенным, рефери остановил бой. Вместе с победой Лоуренс Околи завоевал вакантный титул WBC Silver который даст ему место в рейтинге.

### Бой с Кевином Лереной
19 июля 2025 года в Лондоне (Англия) на стадионе «Уэмбли» в андеркарде боя Александр Усик - Дэниел Дюбуа встретился с Кевином Лереной, который является чемпионом в бриджервейте (до 101,6 кг). Соперники по бриджервейту встретились в супертяжелом весе. Высокий и более тяжелый Околе двигался  и был быстрее чем Лерена. Кевин пытается сокращать дистанцию, он хотел за счёт своей правосторонней стойки войти на удобнюю ему ближнюю дистаницю. Ближе к середине боя становится ясно, что выбранная тактика не работает. Околе внимательно работал с дистанцией, а при сближении Лерены тут же применяет клинч и борьбу. Вторая половина прошла в вязкой возне. Рефери делал замечания. Незрелищный бой прошёл всю дистаницю. Счёт боя справдлив: 99—91, 100—90 дважды в пользу чемпиона WBC Silver Околе.

## Таблица профессиональных поединков
В таблице перечислены результаты всех поединков боксёров.
В каждой строке указан результат поединка. Дополнительно номер поединка обозначен цветом, который обозначает итог поединка. Расшифровка обозначений и цветов представлена в нижеследующей таблице.
| Пример | Расшифровка                     |
| ------ | ------------------------------- |
|        | Победа                          |
|        | Ничья                           |
|        | Поражение                       |
|        | Планируемый поединок            |
|        | Поединок признан несостоявшимся |
| КО     | Нокаут                          |
| ТКО    | Технический нокаут              |
| PTS    | Решение судей (по очкам)        |
| UD     | Единогласное решение судей      |
| MD     | Решение большинства судей       |
| SD     | Раздельное решение судей        |
| RTD    | Отказ от продолжения боя        |
| DQ     | Дисквалификация                 |
| NC     | Поединок признан несостоявшимся |

| 23 поединка, 22 победы (16 нокаутом), 1 поражение. | 23 поединка, 22 победы (16 нокаутом), 1 поражение. | 23 поединка, 22 победы (16 нокаутом), 1 поражение. | 23 поединка, 22 победы (16 нокаутом), 1 поражение. | 23 поединка, 22 победы (16 нокаутом), 1 поражение.            | 23 поединка, 22 победы (16 нокаутом), 1 поражение. | 23 поединка, 22 победы (16 нокаутом), 1 поражение. |
| Бой                                                | Рекорд                                             | Дата боя                                           | Соперник                                           | Место проведения боя                                          | Результат                                          | Дополнительно |
| -------------------------------------------------- | -------------------------------------------------- | -------------------------------------------------- | -------------------------------------------------- | ------------------------------------------------------------- | -------------------------------------------------- | --- |
| 23                                                 | 22-1                                               | 19 июля 2025                                       | Кевин Лерена (31-3)                                | Стадион Уэмбли, Лондон, Великобритания                        | UD 10                                              | Бой за титул WBC Silver (1-я защита Околи). |
| 22                                                 | 21-1                                               | 7 декабря 2024                                     | Хусейн Мухамед (18-1)                              | Уэмбли Арена, Лондон, Великобритания                          | TKO 1 (10), 2:14                                   | Дебют в тяжёлом весе. Бой за вакантный титул WBC Silver. |
| 21                                                 | 20-1                                               | 24 мая 2024                                        | Лукаш Ружаньский (15-0)                            | Hala na Podpromiu, Жешув, Польша                              | TKO 1 (12), 2:55                                   | Завоевал титул чемпиона мира по версии WBC (1-я защита Ружаньского) в бриджервейте. Ружаньский трижды в нокдауне.                                               |
| 20                                                 | 19-1                                               | 27 мая 2023                                        | Крис Биллам-Смит (17-1)                            | Vitality Stadium, Борнмут, Великобритания                     | MD 12                                              | Бой за титул чемпиона мира по версии WBO (4-я защита Околи) в 1-м тяжёлом весе. Счёт судей: 116:107, 115:108, 112:112.                                          |
| 19                                                 | 19-0                                               | 25 марта 2023                                      | Дэвид Лайт (20-0)                                  | Манчестер Арена, Манчестер, Ланкашир, Великобритания          | UD 12                                              | Счет судей: 119-108, 117-110, 116-112. Защитил титул чемпиона мира по версии WBO (3-я защита Околи) в 1-м тяжёлом весе.                                         |
| 18                                                 | 18-0                                               | 27 февраля 2022                                    | Михал Цесляк (21-1)                                | O2 Арена, Гринвич, Лондон, Великобритания                     | UD 12                                              | Счет судей: 117-110, 116-111 и 115-112. Защитил титул чемпиона мира по версии WBO (2-я защита Околи) в 1-м тяжёлом весе.                                        |
| 17                                                 | 17-0                                               | 25 сентября 2021                                   | Дилан Прашович (15-0)                              | Стадион «Тоттенхэм Хотспур», Тоттенем, Лондон, Великобритания | KO 3 (12), 1:57                                    | Защитил титул чемпиона мира по версии WBO (1-я защита Околи) в 1-м тяжёлом весе.                                                                                |
| 16                                                 | 16-0                                               | 20 марта 2021                                      | Кшиштоф Гловацкий (31-2)                           | Уэмбли Арена, Лондон, Великобритания                          | KO 6 (12), 0:46                                    | Завоевал вакантный титул чемпиона мира по версии WBO в 1-м тяжёлом весе.                                                                                        |
| 15                                                 | 15-0                                               | 12 декабря 2020                                    | Никодем Ежевский (19-0-1)                          | Уэмбли Арена, Лондон, Великобритания                          | TKO 2 (12), 1:45                                   | Завоевал вакантный титул чемпиона по версии WBO International в 1-м тяжёлом весе.                                                                               |
| 14                                                 | 14-0                                               | 26 октября 2019                                    | Ив Нгабу (20-0)                                    | O2 Арена, Лондон, Великобритания                              | ТКО 7 (12), 2:28                                   | Завоевал титул чемпиона Европы по версии EBU (3-я защита Энгабу) в 1-м тяжёлом весе.                                                                            |
| 13                                                 | 13-0                                               | 20 июля 2019                                       | Мариано Анхель Гудино (13-2)                       | O2 Арена, Лондон, Великобритания                              | ТКО 7 (10), 2:59                                   | Защитил титул чемпиона по версии WBA Continental (3-я защита Околи) в 1-м тяжёлом весе.                                                                         |
| 12                                                 | 12-0                                               | 23 марта 2019                                      | Вади Камачо (21-7)                                 | Коппер-Бокс, Лондон, Великобритания                           | ТКО 4 (12), 2:00                                   | Завоевал титул чемпиона Британского Содружества (1-я защита Камачо) и защитил титул чемпиона Британии (1-я защита Околи) по версии BBBofC в 1-м тяжёлом весе.   |
| 11                                                 | 11-0                                               | 2 февраля 2019                                     | Тамаш Лоди (20-11-2)                               | O2 Арена, Лондон, Великобритания                              | ТКО 3 (10), 1:13                                   | Защитил титул чемпиона по версии WBA Continental (2-я защита Околи) в 1-м тяжёлом весе.                                                                         |
| 10                                                 | 10-0                                               | 22 сентября 2018                                   | Мэтти Аскин (23-3-1)                               | Уэмбли, Лондон, Великобритания                                | UD 12                                              | Счёт: 116-110, 114-112, 114-113. Завоевал титул чемпиона Британии по версии BBBofC (2-я защита Аскина) в 1-м тяжёлом весе.                                      |
| 9                                                  | 9-0                                                | 6 июня 2018                                        | Люк Уоткинс (13-0)                                 | Йорк-холл, Лондон, Великобритания                             | TKO 3 (12), 1:40                                   | Завоевал титул чемпиона Британского Содружества (2-я защита Уоткинса) и защитил титул чемпиона по версии WBA Continental (1-я защита Околи) в 1-м тяжёлом весе. |
| 8                                                  | 8-0                                                | 3 февраля 2018                                     | Айзек Чемберлен (9-0)                              | O2 Арена, Лондон, Великобритания                              | UD 10                                              | Счёт: 98-89, 97-89, 96-90. Завоевал вакантный титул чемпиона по версии WBA Continental в 1-м тяжёлом весе.                                                      |
| Бой                                                | Рекорд                                             | Дата боя                                           | Соперник                                           | Место проведения боя                                          | Результат                                          | Дополнительно |